# Асена, Дуйгу
Дуйгу Асена (тур. Duygu Asena; 19 апреля 1946, Стамбул — 30 июля 2006[…], Стамбул) — турецкая журналистка, писательница, автор и общественный деятель по правам женщин.

## Жизнь и карьера
Родилась в Стамбуле, Турция в 1946 году. Её сестра Инджи Асена — турецкая поэтесса и издатель, Мисс Турция 1966 года. Её дед был личным секретарём Ататюрка. После окончания частного колледжа для девочек в Кадыкёе, продолжила обучение и окончила Стамбульский университет по специальности педагогика. Затем два года работала в детской поликлинике, в больнице Хасеки и в детском доме Стамбульского университета в качестве педагога.
Как журналист, начала писать и публиковаться в 1972 году. Её первая статья была опубликована в газете «Хюрриет». С 1976 по 1978 год работала копирайтером в рекламном агентстве. С 1978 года работала редактором в издательстве, отвечая за выпуск нескольких женских журналов, таких как «Kadınca», «Onyedi», «Ev Kadını», «Bella», «Kim» и «Negatif».
В 1980-х годах Дуйгу Асена стала лидером движения за права женщин и их положение в Турции. В публикациях в СМИ она писала о браке, женском неравенстве и насилии в отношении женщин. В своё время она теряла работу, влюбившись в коллегу по работе. При этом она поняла, что турецкого мужчину никогда бы не уволили при аналогичных обстоятельствах.
В своей первой книге «Kadının Adı Yok» («Женщина без имени») она резко критиковала угнетение женщин и их вынужденный брак без любви. Роман был опубликован в 1987 году и стал бестселлером. В 1998 году, после 40 переизданий, книга была запрещена правительством, как считалось, по причине встречающихся там непристойностей, опасности её содержания для детей и подрыву брачных устоев. После двух лет судебных тяжб запрет на роман был снят. Перевод этой книги был выпущен в Германии и в Нидерландах. Книга стала бестселлером и в Греции. Её вторая книга «Aslında Aşk Yok», может рассматриваться как продолжение первой. Она также была переведена на иностранные языки и издана за рубежом. Все её последующие книги также стали бестселлерами.
С 1992 по 1997 года писательница вела программу на государственном канале ТРТ 2. Как журналист, она работала в газетах «Миллиет», «Джумхуриет» и «Ярин». Дуйгу Асена также сыграла роли в трех фильмах «Umut Yarıda Kaldı» («Надежда разбивается»), «Yarın Cumartesi» («Завтра суббота») и «Bay E» («Господин E»).
Дуйгу Асена умерла от рака мозга — болезни, с которой она боролась в течение двух лет, находясь в Стамбуле в американском госпитале. Похоронена на кладбище Зинджирликую.

## Награды
- 1988 — «Человек на саммите», премия журнала «Nokta»;
- 1988 — «Лучший автор», премия Босфорского университета;
- 1995 — «Лучший Автор», премия Босфорского университета;
- 1998 — «75 женщин в 75 лет».